# Elasmus anamalaianus
Elasmus anamalaianus är en stekelart som beskrevs av Mani och Saraswat 1972. Elasmus anamalaianus ingår i släktet Elasmus och familjen finglanssteklar.
Artens utbredningsområde är Sri Lanka. Inga underarter finns listade i Catalogue of Life.